# Nati il 19 aprile
| Questa pagina contiene informazioni ricavate automaticamente dalle voci biografiche con l'ausilio del template Bio e di un bot. L'aggiornamento è periodico e automatico e ricostruisce completamente la pagina. Se manca una persona in questa lista, sei pregato di non aggiungerla, ma accertati piuttosto che la sua voce biografica contenga il template Bio e che i dati anagrafici siano correttamente compilati. Se il template Bio manca, inseriscilo tu stesso o, in alternativa, metti l'avviso {{tmp\|Bio}} che ne segnala la mancanza. Se i dati riportati sono sbagliati, correggi direttamente la voce biografica; le modifiche saranno visibili in questa lista entro pochi giorni. Per chiarimenti vedi il progetto biografie. La lista contiene solo le 1.150 persone che sono citate nell'enciclopedia e per le quali è stato implementato correttamente il template Bio. Pagina aggiornata al 17 ago 2025. |

## VII secolo(1)
- 626 - Enfleda di Northumbria, principessa, badessa e santa anglosassone († 704)

## IX secolo(1)
- 883 - Ibn Masarra,  e docente arabo († 931)

## XV secolo(3)
- 1426 - Piero da Vinci, italiano († 1504)
- 1445 - Antonio da Montefeltro, condottiero italiano († 1500)
- 1492 - Pietro Aretino, poeta, scrittore e drammaturgo italiano († 1556)

## XVI secolo(1)
- 1565 - Angelo Badoer, politico e diplomatico italiano († 1630)

## XVII secolo(16)
- 1603 - Michel Le Tellier, politico francese († 1685)
- 1605 - Orazio Benevoli, compositore italiano († 1672)
- 1613 - Christoph Bach, musicista tedesco († 1661)
- 1616 - Luigi IV di Legnica, nobile polacco († 1663)
- 1633 - Willem Drost, pittore olandese († 1659)
- 1637 - Lorenzo Onofrio Colonna, nobile italiano († 1689)
- 1638 - Niccolò Manucci, avventuriero e medico italiano
- 1653 - Lorenz Beger, giurista, numismatico e archivista tedesco († 1705)
- 1658 - Giovanni Guglielmo del Palatinato, nobile († 1716)
- 1661 - Francesco Dini, abate, giurista e storico italiano
- 1666 - Sarah Kemble Knight, imprenditrice, scrittrice e insegnante statunitense († 1727)
- 1677 - Sallustio Bandini, presbitero, politico e economista italiano († 1760)
- 1688 - Ernesto Augusto I di Sassonia-Weimar, duca († 1748)
- 1691 - Nicola Tagliacozzi Canale, architetto, ingegnere e incisore italiano († 1763)
- 1695 - Giorgio Alberto di Sassonia-Weissenfels-Barby, nobile († 1739)
- 1699 - Valentin Metzinger, pittore sloveno († 1759)

## XVIII secolo(40)
- 1701 - Samuel Henzi, scrittore e rivoluzionario svizzero († 1749)
- 1705 - Francesco Corselli, compositore italiano († 1778)
- 1713 - Grigorij Andreevič Spiridov, ammiraglio russo († 1790)
- 1715 - Domenico Catazzo, poeta, agronomo e botanico italiano († 1792)
- 1720 - Giuseppe Recupero, geologo, storico e vulcanologo italiano († 1778)
- 1721 - Roger Sherman, avvocato, politico e diplomatico statunitense († 1793)
- 1722 - Clemente Francesco di Baviera, principe tedesco († 1770)
- 1728 - Francesco Albergati Capacelli, scrittore, politico e commediografo italiano († 1804)
- 1731 - Maria Francesca Gonzaga, nobildonna spagnola († 1757)
- 1733 - Spiridione Berioli, arcivescovo cattolico e politico italiano († 1819)
- 1744 - José María Pignatelli de Aragón y Gonzaga, militare spagnolo († 1774)
- 1748 - Jean Philippe Garran de Coulon, politico, avvocato e nobile francese († 1816)
- 1755 - Gesualdo Fuina, ceramista italiano († 1822)
- 1758 - Fisher Ames, politico e avvocato statunitense († 1808)
- 1759 - Carl August Wilhelm Berends, medico tedesco († 1826)
- 1761 - Carlo Pascale D'Illonza, pittore italiano († 1824)
- 1767 - Adrian Hardy Haworth, entomologo e botanico inglese († 1833)
- 1768 - Johann Erdwin Christoph Ebermaier, farmacista e medico tedesco († 1825)
- 1770 - Georg Abraham Schneider, cornista e compositore tedesco († 1839)
- 1771 - Robert Henry MacFarlane, generale britannico († 1843)
- 1772 - Luisa Isabella di Kirchberg, nobile († 1827)
- 1772 - Therese von Artner, scrittrice austriaca († 1829)
- 1773 - Pier Vittorio Aldini, archeologo e bibliografo italiano († 1842)
- 1773 - Vladimir Petrovič Dolgorukov, generale e nobile russo († 1817)
- 1774 - Friedrich Wilhelm Riemer, storico della letteratura e bibliotecario tedesco († 1845)
- 1775 - Bonifacio Negri di Sanfront, generale italiano († 1837)
- 1776 - Vasilij Michajlovič Golovnin, navigatore e esploratore russo († 1831)
- 1777 - Karl Wilhelm von Toll, generale e nobile russo († 1842)
- 1778 - Attilio Fiascaini, vescovo cattolico italiano († 1860)
- 1780 - Wazir Ali Khan, indiano († 1817)
- 1785 - Karl Drais, inventore tedesco († 1851)
- 1789 - Martin Hamuljak, attivista, linguista e giornalista slovacco († 1859)
- 1793 - Ferdinando I d'Austria, sovrano († 1875)
- 1795 - Christian Gottfried Ehrenberg, naturalista tedesco († 1876)
- 1795 - Francesco Roncalli, politico italiano († 1875)
- 1796 - Johann Baptist Friedreich, psichiatra e medico tedesco († 1862)
- 1798 - Andrea Maffei, poeta, librettista e traduttore italiano († 1885)
- 1799 - Cesare Leopoldo Bixio, politico italiano († 1863)
- 1799 - Andrea Merini, presbitero e politico italiano († 1867)
- 1800 - Charles Philipon, disegnatore e giornalista francese († 1861)

## XIX secolo(138)
- 1801 - Gustav Theodor Fechner, psicologo e statistico tedesco († 1887)
- 1804 - Charles Chevalier, ingegnere e ottico francese († 1859)
- 1805 - Giuseppe Grixoni, politico italiano († 1884)
- 1806 - Sarah Bagley, sindacalista e operaia statunitense († 1889)
- 1806 - Vincenzo Spinelli di Scalea, politico italiano († 1878)
- 1807 - Johann Jakob Trog, politico svizzero († 1867)
- 1809 - August Emil Braun, archeologo tedesco († 1856)
- 1810 - Jean François Mayor de Montricher, ingegnere svizzero († 1858)
- 1811 - Angelo Raffaele Lacerenza, patriota, medico e militare italiano († 1889)
- 1812 - Joachim Marquardt, filologo classico tedesco († 1882)
- 1812 - Enrico Tazzoli, presbitero e patriota italiano († 1852)
- 1814 - Amédée Achard, romanziere e drammaturgo francese († 1875)
- 1817 - Bernhard Seyfert, ginecologo austriaco († 1870)
- 1818 - Manuel Saumell, musicista cubano († 1870)
- 1819 - Salvatore Mazza, pittore, scrittore e incisore italiano († 1886)
- 1821 - Mortimer Dormer Leggett, generale statunitense († 1896)
- 1823 - Jan Simon Gerardus Gramberg, scrittore, medico e avventuriero olandese († 1888)
- 1824 - Otto Roquette, scrittore e filologo tedesco († 1896)
- 1827 - Carlo Rodolfo del Liechtenstein, principe, generale e politico austriaco († 1899)
- 1829 - Richard Boyle, IX conte di Cork, politico irlandese († 1904)
- 1830 - Pierre Paul Dehérain, botanico, fisiologo e chimico francese († 1902)
- 1830 - Hermógenes López, politico venezuelano († 1898)
- 1832 - Paolo Bossi, politico italiano († 1886)
- 1832 - José Echegaray y Eizaguirre, matematico, drammaturgo e politico spagnolo († 1916)
- 1832 - Lucretia Garfield, first lady statunitense († 1918)
- 1833 - Isaac Wayne MacVeagh, politico e avvocato statunitense († 1917)
- 1834 - Grigorij Grigor'evič Mjasoedov, pittore russo († 1911)
- 1836 - Ferdinand Cheval, scultore francese († 1924)
- 1836 - Gustav Tschermak von Seysenegg, mineralogista tedesco († 1927)
- 1838 - Emidio Taliani, cardinale e arcivescovo cattolico italiano († 1907)
- 1841 - Eugenio Grandville, militare e marinaio italiano († 1899)
- 1841 - Antoine Just Léon Marie di Noailles, nobile francese († 1909)
- 1843 - Alfred William Benn, filosofo e scrittore irlandese († 1915)
- 1844 - Rinaldo Casati, politico italiano († 1898)
- 1845 - Michail Nikolaevič Murav'ëv, politico e diplomatico russo († 1900)
- 1846 - Emily Woodruff, arciera statunitense († 1916)
- 1847 - Marcello Prestinari, militare italiano († 1916)
- 1849 - Eva Gonzalès, pittrice francese († 1883)
- 1849 - John Uri Lloyd, farmacologo e scrittore statunitense († 1936)
- 1853 - Giovanni Dattari, numismatico italiano († 1923)
- 1853 - Sophie Reimers, attrice norvegese († 1932)
- 1854 - Louis Capitan, medico e antropologo francese († 1929)
- 1854 - Anghel Saligny, ingegnere rumeno († 1925)
- 1856 - Attilio Pratella, pittore italiano († 1949)
- 1857 - Napoleon Bonaparte Broward, politico statunitense († 1910)
- 1858 - Leopold Engel, scrittore russo († 1931)
- 1858 - May Robson, attrice statunitense († 1942)
- 1860 - Umberto Gabbi, medico e politico italiano († 1933)
- 1863 - Feliks Michajlovič Blumenfel'd, compositore, pianista e direttore d'orchestra russo († 1931)
- 1864 - Elisabeth Dons, mezzosoprano e soprano danese († 1942)
- 1867 - Roberto Payró, scrittore e giornalista argentino († 1928)
- 1867 - Zinaida Vengerova, critica letteraria e traduttrice russa († 1941)
- 1868 - Paul Harris, avvocato statunitense († 1947)
- 1868 - Max von Schillings, compositore e direttore d'orchestra tedesco († 1933)
- 1869 - Ignazio Maloyan, arcivescovo cattolico armeno († 1915)
- 1870 - Vera Gedrojc, medica russa († 1932)
- 1870 - John Paine, tiratore a segno statunitense († 1951)
- 1871 - Giulia Berna, attivista italiana († 1957)
- 1873 - Edward Allen Sydenham, religioso e numismatico britannico († 1948)
- 1874 - Ernst Rüdin, psichiatra e genetista tedesco († 1952)
- 1874 - Ada Sacchi Simonetta, bibliotecaria italiana († 1944)
- 1875 - Michele Crimi, pedagogista italiano († 1963)
- 1875 - Juddha Shamsher Jang Bahadur Rana, politico nepalese († 1952)
- 1875 - Ernesto Vassallo, politico e giornalista italiano († 1940)
- 1876 - Ulisse Matthey, organista e compositore italiano († 1947)
- 1876 - Enrico di Meclemburgo-Schwerin, principe († 1934)
- 1876 - Sanna av Skarði, educatrice e insegnante faroese († 1978)
- 1877 - Raffaello Delle Nocche, vescovo cattolico italiano († 1960)
- 1877 - Lucio e Giuseppe Lozza, imprenditore, inventore e dirigente d'azienda italiano († 1954)
- 1877 - Guillaume Séron, pallanuotista belga
- 1878 - Karl Schneller, militare austro-ungarico († 1942)
- 1879 - Georges Montandon, antropologo svizzero († 1944)
- 1879 - Archie Robertson, mezzofondista e siepista britannico († 1957)
- 1880 - Albert Hull, fisico statunitense († 1966)
- 1881 - Raffaello Celommi, pittore italiano († 1957)
- 1882 - Willard Louis, attore statunitense († 1926)
- 1882 - Getúlio Vargas, avvocato, politico e militare brasiliano († 1954)
- 1883 - Lottie Briscoe, attrice e attrice teatrale statunitense († 1950)
- 1883 - Henry Jameson, calciatore statunitense († 1938)
- 1883 - Richard von Mises, matematico e ingegnere austriaco († 1953)
- 1883 - Hjalmar Saxtorph, nuotatore danese († 1942)
- 1884 - Maria Madalena de Martel Patrício, scrittrice e poetessa portoghese († 1947)
- 1885 - Robert Collier, saggista statunitense († 1950)
- 1885 - Leonida Tonelli, matematico italiano († 1946)
- 1886 - Roberto Penna, velocista italiano († 1963)
- 1887 - Volrado di Schaumburg-Lippe, principe tedesco († 1962)
- 1888 - William Axt, compositore statunitense († 1959)
- 1888 - Al Ferguson, attore e regista irlandese († 1971)
- 1889 - Luis Jiménez de Asúa, giurista, diplomatico e politico spagnolo († 1970)
- 1889 - William Stephenson, esploratore britannico († 1953)
- 1889 - Otto Georg Thierack, politico tedesco († 1946)
- 1890 - Antonio Bernabéu, calciatore e avvocato spagnolo († 1967)
- 1890 - Vintilă Mihăilescu, geografo rumeno († 1978)
- 1890 - Herbert Wilcox, produttore cinematografico, regista e sceneggiatore irlandese († 1977)
- 1891 - Riccardo Bacchelli, scrittore, drammaturgo e giornalista italiano († 1985)
- 1891 - Hans Ferdinand Geisler, generale tedesco († 1966)
- 1891 - Adolfo Gnecco, calciatore italiano († 1915)
- 1891 - Madge Kennedy, attrice statunitense († 1987)
- 1891 - Kurt Kersten, storico, scrittore e giornalista tedesco († 1962)
- 1891 - Irma Pierpaoli, botanica e insegnante italiana († 1967)
- 1891 - Françoise Rosay, attrice francese († 1974)
- 1891 - Jakob Swatosch, calciatore austriaco († 1971)
- 1891 - Mario Valobra, calciatore italiano († 1985)
- 1891 - Silvio Vardabasso, geologo italiano († 1966)
- 1892 - Nikita Chromov, calciatore russo († 1934)
- 1892 - Grigorij Abramovič Šajn, astrofisico sovietico († 1956)
- 1892 - Harry Sørensen, ginnasta danese († 1963)
- 1892 - Germaine Tailleferre, compositrice francese († 1983)
- 1892 - Hans Weiss, militare e aviatore tedesco († 1918)
- 1893 - Gaspare Cannone, critico letterario, giornalista e anarchico italiano († 1963)
- 1893 - Lojze Dolinar, scultore sloveno († 1970)
- 1893 - Lorenzo Montano, scrittore e poeta italiano († 1958)
- 1893 - Ettore Bernardo Rosboch, politico, economista e banchiere italiano († 1944)
- 1893 - Victor Verschueren, bobbista e hockeista su ghiaccio belga
- 1893 - Fritz Zulauf, tiratore a segno svizzero († 1941)
- 1894 - Carlo Achatzi, allenatore di calcio e calciatore austriaco († 1968)
- 1894 - Arturo Bonucci, violoncellista italiano († 1964)
- 1894 - Gustav von Vaerst, generale tedesco († 1975)
- 1895 - Robert du Mesnil du Buisson, storico, archeologo e militare francese († 1986)
- 1895 - Georges Hebdin, calciatore belga († 1970)
- 1895 - Antonio Locatelli, aviatore, politico e militare italiano († 1936)
- 1895 - Anton Pieck, artista olandese († 1987)
- 1896 - Esteban Canal, scacchista peruviano († 1981)
- 1896 - Apostolos Nikolaïdīs, dirigente sportivo, allenatore di calcio e calciatore greco († 1980)
- 1896 - Aleksandrs Roga, calciatore lettone († 1945)
- 1897 - Jirōemon Kimura, supercentenario giapponese († 2013)
- 1898 - Ottavio Baussano, pittore e scenografo italiano († 1970)
- 1898 - Constance Talmadge, attrice statunitense († 1973)
- 1899 - Alberto Giordani, calciatore italiano († 1927)
- 1899 - George O'Brien, attore statunitense († 1985)
- 1899 - Antonino Papaldo, magistrato italiano († 1997)
- 1899 - Antonio Powolny, calciatore austriaco († 1961)
- 1900 - Giulio Bobbio, calciatore italiano († 1978)
- 1900 - George Howe, attore britannico († 1986)
- 1900 - Richard Hughes, scrittore, drammaturgo e poeta britannico († 1976)
- 1900 - Roland Michener, avvocato, diplomatico e politico canadese († 1991)
- 1900 - Aleksandr Lukič Ptuško, regista, animatore e sceneggiatore sovietico († 1973)
- 1900 - Filippo Scelzo, attore italiano († 1980)

## XX secolo(912)
- 1901 - Franco Capaldo, cantante italiano († 1978)
- 1901 - Kiyoshi Oka, matematico giapponese († 1978)
- 1901 - Angelo Zankl, religioso statunitense († 2007)
- 1902 - Vsevolod Aksenov, attore sovietico († 1960)
- 1902 - Giuseppe Di Salvo, attivista e comandante marittimo italiano († 1988)
- 1902 - Virginia Fox, attrice statunitense († 1982)
- 1902 - Leone Jacovacci, pugile italiano († 1983)
- 1902 - Billy Quick, pallanuotista britannico († 1994)
- 1903 - Eliot Ness, poliziotto statunitense († 1957)
- 1903 - Nicola Tommaso Pace, politico italiano († 1981)
- 1903 - Ignazio Serra, politico e avvocato italiano († 1980)
- 1903 - Lotte Ulbricht, tedesca († 2002)
- 1904 - Constance Carpenter, attrice e cantante inglese († 1992)
- 1904 - Guido Celano, attore e regista italiano († 1988)
- 1904 - Riccardo Hellmuth Seidl, militare e aviatore italiano († 1941)
- 1904 - Fred Tilson, calciatore britannico († 1972)
- 1905 - Valdemārs Baumanis, cestista, allenatore di pallacanestro e arbitro di pallacanestro lettone († 1992)
- 1905 - Charles Ehresmann, matematico francese († 1979)
- 1905 - Carl Alfred Meier, psichiatra e docente svizzero († 1995)
- 1905 - Luigi Pallavicini, calciatore italiano († 1958)
- 1905 - Ilario Roatta, vescovo cattolico italiano († 1991)
- 1905 - Bernard Rudofsky, architetto, disegnatore e insegnante austriaco († 1988)
- 1905 - John Thach, aviatore statunitense († 1981)
- 1906 - Renato Chiantoni, attore italiano († 1979)
- 1906 - Nina Leen, fotografa statunitense († 1995)
- 1907 - Gino Contilli, compositore italiano († 1978)
- 1907 - Cecil Surry, animatore statunitense († 1956)
- 1908 - Joseph Keilberth, direttore d'orchestra tedesco († 1968)
- 1908 - Aleksander Margiste, cestista estone († 1988)
- 1908 - Giulio Vignozzi, calciatore italiano († 1934)
- 1909 - Boris Blinov, attore sovietico († 1943)
- 1909 - Conel Hugh O'Donel Alexander, crittografo e scacchista irlandese († 1974)
- 1909 - Olof Stahre, cavaliere svedese († 1988)
- 1910 - Gaetano Arcangeli, poeta italiano († 1970)
- 1910 - Mario Checcacci, canottiere italiano († 1987)
- 1910 - Giulio Minoletti, urbanista, architetto e designer italiano († 1981)
- 1910 - Magdalon Monsen, calciatore norvegese († 1953)
- 1910 - Ferdinando Storchi, politico e sindacalista italiano († 1993)
- 1910 - Angela Tiraboschi, supercentenaria italiana († 2022)
- 1910 - Vilém Zlatník, calciatore cecoslovacco († 1975)
- 1911 - Frank Barlow, medievista britannico († 2009)
- 1911 - Helmut Berthold, pallamanista tedesco († 2000)
- 1911 - Ursula Moray Williams, scrittrice inglese († 2006)
- 1911 - Wilhelm Sold, calciatore e allenatore di calcio tedesco († 1995)
- 1912 - Rudi Fischer, pilota automobilistico svizzero († 1976)
- 1912 - Clelia Marchi, agricoltrice e scrittrice italiana († 2006)
- 1912 - Hans Walter Schmidt, militare tedesco († 1934)
- 1912 - Glenn Theodore Seaborg, chimico statunitense († 1999)
- 1913 - Ken Carpenter, discobolo statunitense († 1984)
- 1913 - Ivan Kawaciuk, violinista cecoslovacco († 1966)
- 1914 - Orazio Petruccelli, militare italiano († 1943)
- 1914 - Ugo Poletti, cardinale e arcivescovo cattolico italiano († 1997)
- 1915 - Kenneth Beck, pallanuotista statunitense († 1982)
- 1915 - Giuseppe Bernini, cestista italiano († 1978)
- 1915 - Connie Berry, giocatore di football americano e cestista statunitense († 1980)
- 1915 - Vicente Carretero, ciclista su strada spagnolo († 1962)
- 1916 - Emanuele Annoni, generale e aviatore italiano († 2004)
- 1916 - Bruno Chizzo, calciatore italiano († 1968)
- 1916 - Albert Hendrickx, ciclista su strada e pistard belga († 1990)
- 1916 - Malcolm Moos, docente statunitense († 1982)
- 1916 - Archimede Nardi, calciatore italiano († 1989)
- 1916 - Marguerite Nicolas, altista francese († 2001)
- 1916 - Delio Rodríguez, ciclista su strada spagnolo († 1994)
- 1916 - Vittorio Schiavi, calciatore italiano († 2005)
- 1916 - Shu Shi, attore, sceneggiatore e regista cinese († 2015)
- 1917 - Sven Hassel, scrittore danese († 2012)
- 1917 - Johnny Hoes, cantante, compositore e paroliere olandese († 2011)
- 1917 - Anker Kihle, calciatore norvegese († 2000)
- 1917 - Florence Wald, infermiera e attivista statunitense († 2008)
- 1918 - Ralph Budelman, pallanuotista statunitense († 2002)
- 1918 - Lygia Fagundes Telles, scrittrice brasiliana († 2022)
- 1918 - Agostino Pertusi, filologo classico, grecista e bizantinista italiano († 1979)
- 1918 - Mario Tosolini, calciatore italiano († 1971)
- 1918 - Luis María de Larrea y Legarreta, vescovo cattolico spagnolo († 2009)
- 1919 - Harold Bergman, attore e stuntman statunitense († 2019)
- 1919 - Ludwig Gärtner, calciatore tedesco († 1995)
- 1919 - Gloria Marín, attrice messicana († 1983)
- 1920 - Renzo Barbera, imprenditore e dirigente sportivo italiano († 2002)
- 1920 - Nevio Giangolini, calciatore italiano
- 1920 - Rafail Jul'evič Gol'din, regista cinematografico sovietico († 1994)
- 1920 - Mario Mastria, doppiatore italiano († 2009)
- 1920 - Enric Rabassa, allenatore di calcio e calciatore spagnolo († 1980)
- 1920 - Julien Ries, storico delle religioni, cardinale e arcivescovo cattolico belga († 2013)
- 1920 - Nello Saito, germanista e drammaturgo italiano († 2006)
- 1920 - Carlo Scarascia-Mugnozza, politico italiano († 2004)
- 1920 - Mario Silvestrelli, calciatore italiano
- 1920 - Mario Squarcina, aviatore e militare italiano († 1998)
- 1920 - Ernesto Vercesi, politico italiano († 1991)
- 1920 - Marian Winters, attrice statunitense († 1978)
- 1921 - Wim Lakenberg, calciatore olandese († 1991)
- 1921 - Sven Ivar Seldinger, radiologo svedese († 1998)
- 1921 - Roberto Tucci, cardinale italiano († 2015)
- 1922 - José Bañón, calciatore spagnolo († 1987)
- 1922 - Lew Beck, cestista statunitense († 1970)
- 1922 - Oddino Bo, politico italiano († 2015)
- 1922 - Erich Hartmann, aviatore tedesco († 1993)
- 1922 - Kuno Klötzer, calciatore e allenatore di calcio tedesco († 2011)
- 1922 - Willie Moir, calciatore scozzese († 1988)
- 1922 - Don Sharp, regista, sceneggiatore e produttore cinematografico britannico († 2011)
- 1922 - Giorgio Tranzocchi, dirigente d'azienda italiano († 1988)
- 1923 - Ahmed Labidi, maratoneta e mezzofondista tunisino († 2008)
- 1923 - Ignazio Leone, attore italiano († 1976)
- 1923 - Rocco Scotellaro, scrittore, poeta e politico italiano († 1953)
- 1924 - Néstor Antón, cestista uruguaiano († 1952)
- 1924 - Tatiana Farnese, attrice italiana († 2022)
- 1924 - Werner Kohlmeyer, calciatore tedesco occidentale († 1974)
- 1924 - Nicola Monaco, militare e partigiano italiano († 1945)
- 1924 - Hertha Töpper, contralto austriaco († 2020)
- 1925 - Gayle Bluth, cestista messicano († 2013)
- 1925 - Valerio Colotti, progettista italiano († 2008)
- 1925 - Maria Miccolis, politica italiana († 1998)
- 1925 - Hugh O'Brian, attore statunitense († 2016)
- 1926 - Rawya Ateya, insegnante, giornalista e politica egiziana († 1997)
- 1926 - William Klein, fotografo e regista statunitense († 2022)
- 1926 - John Proctor, funzionario statunitense († 1999)
- 1926 - Benjamin Ruggiero, mafioso statunitense († 1994)
- 1926 - Berl Senofsky, violinista statunitense († 2002)
- 1927 - Cora Sue Collins, attrice statunitense († 2025)
- 1927 - Maria Rosa Inzoli, medica italiana († 2017)
- 1927 - Mario Marocco, politico italiano
- 1928 - Azlan Shah di Perak, sovrano malaysiano († 2014)
- 1928 - Nino Caruso, ceramista, scultore e designer italiano († 2017)
- 1928 - Simone De Florio, politico italiano († 2007)
- 1928 - Alexis Korner, musicista inglese († 1984)
- 1928 - Halvor Næs, saltatore con gli sci norvegese († 2022)
- 1928 - Leonardo Zega, presbitero, giornalista e scrittore italiano († 2010)
- 1929 - Saul Abrantes, calciatore portoghese († 2005)
- 1929 - Guttorm Berge, sciatore alpino norvegese († 2004)
- 1929 - Eddie Crook Jr., pugile statunitense († 2005)
- 1929 - Jean Defraigne, politico belga († 2016)
- 1929 - Jiří Hledík, calciatore cecoslovacco († 2015)
- 1929 - Duilio Loi, pugile italiano († 2008)
- 1929 - Lenie van der Velde, cestista olandese († 2021)
- 1930 - Nino Bongiovanni, giocatore di baseball e cestista italiano
- 1930 - Pietro Giuseppe Grasso, giurista italiano
- 1930 - Wim Hendriks, calciatore olandese († 1975)
- 1930 - Francesco Malighetti, calciatore italiano († 2018)
- 1930 - Ângelo Martins, calciatore portoghese († 2020)
- 1930 - Merv Moy, cestista australiano
- 1930 - Erkki Pakkanen, pugile finlandese († 1973)
- 1930 - Larry Peerce, regista statunitense
- 1930 - Dick Sargent, attore statunitense († 1994)
- 1930 - Francisco Serp, ex schermidore argentino
- 1930 - Manuel Torres Pastor, calciatore spagnolo († 2014)
- 1931 - Mohammad Ali, attore pakistano († 2006)
- 1931 - Richard C. Banks, ornitologo e zoologo statunitense († 2021)
- 1931 - Billy Brooks, calciatore inglese († 2016)
- 1931 - Minna Cammarano, pittrice italiana († 2009)
- 1931 - Constantin Dinulescu, calciatore rumeno († 2017)
- 1931 - Antonius Jan Glazemaker, arcivescovo vetero-cattolico olandese († 2018)
- 1931 - Jamil Gedeão, ex cestista brasiliano
- 1931 - Friedrich Janke, ex mezzofondista tedesco
- 1931 - Etheridge Knight, poeta statunitense († 1991)
- 1932 - Fernando Botero, pittore, scultore e disegnatore colombiano († 2023)
- 1932 - Sergio Dangelo, pittore e illustratore italiano († 2022)
- 1932 - Ivo Faenzi, politico italiano
- 1932 - Susanne Lautenbacher, violinista tedesca († 2020)
- 1932 - Andrea Mead Lawrence, sciatrice alpina e ambientalista statunitense († 2009)
- 1933 - Giuseppe Chiaretti, arcivescovo cattolico italiano († 2021)
- 1933 - Ettore Fiorini, fisico italiano († 2023)
- 1933 - Chris Joyce, calciatore scozzese († 2002)
- 1933 - George Kaczender, regista canadese († 2016)
- 1933 - Jayne Mansfield, attrice e showgirl statunitense († 1967)
- 1933 - Marija Pisareva, altista sovietica († 2023)
- 1934 - Ox Baker, wrestler statunitense († 2014)
- 1934 - Ferdinando Margutti, politico italiano († 2020)
- 1934 - Mario Raciti, pittore italiano
- 1934 - Bruce Swedien, produttore discografico statunitense († 2020)
- 1934 - Alcide Vaucher, ciclista su strada e pistard svizzero († 2022)
- 1934 - Jean Ziegler, sociologo e politico svizzero
- 1935 - Francesco Conconi, medico italiano
- 1935 - Carlo Dimai, bobbista italiano († 2018)
- 1935 - Giancarlo Dondi, dirigente sportivo, dirigente d'azienda e rugbista a 15 italiano († 2025)
- 1935 - Maurizio Mondelli, dirigente sportivo, arbitro di rugby a 15 e rugbista a 15 italiano († 2011)
- 1935 - Dudley Moore, attore, comico e pianista britannico († 2002)
- 1935 - Justin Francis Rigali, cardinale e arcivescovo cattolico statunitense
- 1935 - Josef Vojta, calciatore cecoslovacco († 2023)
- 1936 - Yvon Bouchard, attore canadese
- 1936 - Wilfried Martens, politico belga († 2013)
- 1937 - Antonio Carluccio, cuoco, imprenditore e personaggio televisivo italiano († 2017)
- 1937 - Elinor Donahue, attrice statunitense
- 1937 - Joseph Estrada, politico e attore filippino
- 1937 - Antonino Gerbaudo, ex calciatore italiano
- 1937 - Klaus Thunemann, fagottista tedesco
- 1938 - Sandro Allegretti, restauratore e pittore italiano († 2014)
- 1938 - Orietta Escámez, attrice cilena († 2021)
- 1938 - Stanley Fish, insegnante, filosofo e critico letterario statunitense
- 1938 - Mario Isnenghi, storico italiano
- 1938 - Giancarlo Laurini, politico italiano († 2024)
- 1938 - Stanko Poklepović, allenatore di calcio e calciatore croato († 2018)
- 1938 - Jonathan Tunick, arrangiatore e compositore statunitense
- 1939 - Italo De Lorenzo, bobbista e imprenditore italiano († 2025)
- 1939 - Jack Foley, cestista statunitense († 2020)
- 1939 - Ali Khamenei, politico, religioso e militare iraniano
- 1939 - Christopher Miles, regista e sceneggiatore britannico († 2023)
- 1939 - E. Clay Shaw, Jr., politico statunitense († 2013)
- 1939 - Adolfína Tkačíková, ex ginnasta cecoslovacca
- 1939 - Jan Władysław Woś, storico polacco
- 1940 - Kurt Ahrens, pilota di Formula 1 tedesco
- 1940 - Vittorino Andreoli, medico e scrittore italiano
- 1940 - Reinhard Bonnke, predicatore e scrittore tedesco († 2019)
- 1940 - Sydney Possuelo, esploratore e attivista brasiliano
- 1940 - José Luis Gómez, attore e direttore teatrale spagnolo
- 1940 - Dougal Haston, alpinista britannico († 1977)
- 1940 - Marina Ninchi, attrice italiana
- 1940 - Mioara Roman, scrittrice, giornalista e traduttrice rumena († 2024)
- 1940 - Bobby Russell, cantautore statunitense († 1992)
- 1940 - Anna Maria Tatò, regista italiana († 2022)
- 1941 - Luciano Angeleri, musicista italiano
- 1941 - Joseph Bessala, pugile camerunese († 2010)
- 1941 - Roberto Carlos Braga, cantante e attore brasiliano
- 1941 - Jürgen Kocka, storico tedesco
- 1941 - Marco Onado, economista italiano († 2025)
- 1941 - Dragoslav Ražnatović, ex cestista jugoslavo
- 1941 - Michel Roux, cuoco francese († 2020)
- 1941 - Betty Scott, ex cestista statunitense
- 1942 - Bas Jan Ader, artista olandese († 1975)
- 1942 - Aírton Beleza, calciatore brasiliano († 1996)
- 1942 - Vittorio Brancati, politico italiano
- 1942 - Javier Fragoso, calciatore messicano († 2014)
- 1942 - Eddie Kramer, tecnico del suono e fotografo sudafricano
- 1942 - Sven Lindman, ex calciatore svedese
- 1942 - Jolanta Lothe, attrice polacca († 2022)
- 1942 - Alan Price, musicista inglese
- 1942 - Larry Ramos, chitarrista e cantante statunitense († 2014)
- 1942 - Jack Roush, ex pilota automobilistico, imprenditore e dirigente sportivo statunitense
- 1942 - Pier Aldo Rovatti, filosofo italiano
- 1942 - Vasile Soo, ex calciatore rumeno
- 1942 - Rodolfo Pedro Wirz Kraemer, vescovo cattolico uruguaiano
- 1943 - Claus Theo Gärtner, attore tedesco
- 1943 - José Legrá, ex pugile cubano
- 1943 - Beppe Maniglia, chitarrista italiano
- 1943 - Béla Tóth, scacchista ungherese
- 1944 - Massimo Capaccioli, astrofisico italiano
- 1944 - Keith Erickson, ex cestista e ex pallavolista statunitense
- 1944 - James Heckman, economista e statistico statunitense
- 1944 - Luis Francisco Ladaria Ferrer, cardinale e arcivescovo cattolico spagnolo
- 1944 - Jac Nellemann, ex pilota automobilistico danese
- 1944 - Bernie Worrell, tastierista e compositore statunitense († 2016)
- 1945 - George Alencherry, cardinale e arcivescovo cattolico indiano
- 1945 - Kirsten Aune, ex sciatrice alpina norvegese
- 1945 - Piero De Benedictis, cantante italiano
- 1945 - Larry Gagosian, gallerista statunitense
- 1945 - Yoshiaki Numata, ex pugile giapponese
- 1945 - Udo Preuße, ex calciatore tedesco orientale
- 1945 - Alberto Rizzati, ex calciatore italiano
- 1945 - Surekha Sikri, attrice indiana († 2021)
- 1946 - Tomás Carlovich, calciatore argentino († 2020)
- 1946 - Tim Curry, attore, doppiatore e cantante britannico
- 1946 - Hideshi Hino, fumettista giapponese
- 1946 - Vivian Lamarque, poetessa, scrittrice e traduttrice italiana
- 1946 - Susanna Martinková, attrice ceca
- 1946 - Maxine Paetro, scrittrice e dirigente d'azienda statunitense
- 1946 - Giulio Zignoli, calciatore italiano († 2010)
- 1947 - Ivan Bertuolo, ex calciatore italiano
- 1947 - Nicolae Covaci, compositore, cantante e chitarrista rumeno († 2024)
- 1947 - Giuseppe Fanfani, avvocato e politico italiano
- 1947 - Norbert Conrad Kaser, poeta e scrittore italiano († 1978)
- 1947 - Dante Lodrini, allenatore di calcio e ex calciatore italiano
- 1947 - Murray Perahia, pianista e direttore d'orchestra statunitense
- 1947 - Sandro Petraglia, sceneggiatore, regista e critico cinematografico italiano
- 1947 - Giorgio Piccolo, politico italiano
- 1947 - Giuseppe Sassatelli, etruscologo e archeologo italiano
- 1947 - Edin Sprečo, calciatore jugoslavo († 2020)
- 1947 - Luigi Vero Tarca, filosofo italiano
- 1947 - Yan Pascal Tortelier, direttore d'orchestra e violinista francese
- 1947 - Mark Volman, cantante, chitarrista e cantautore statunitense
- 1948 - William G. Boykin, generale statunitense
- 1948 - Magaly Castro Egui, modella venezuelana
- 1948 - Maye Musk, imprenditrice e modella canadese
- 1948 - Attilio Romero, dirigente sportivo e dirigente d'azienda italiano
- 1948 - Andrew Scheinman, produttore cinematografico, sceneggiatore e regista statunitense
- 1949 - Big Youth, cantante e disc jockey giamaicano
- 1949 - Terje Mørkved, calciatore norvegese († 2013)
- 1949 - Angelo Paina, calciatore italiano († 2024)
- 1949 - Paloma Picasso, stilista, designer e imprenditrice francese
- 1949 - Lynn Powis, ex hockeista su ghiaccio canadese
- 1949 - Tony Ray, musicista giamaicano
- 1949 - Joachim Sauer, chimico tedesco
- 1949 - Sergej Volkov, pattinatore artistico su ghiaccio sovietico († 1990)
- 1949 - Larry Walters, statunitense († 1993)
- 1950 - Julia Cleverdon, filantropa britannica
- 1950 - Marc Demeyer, ciclista su strada belga († 1982)
- 1950 - Eva Farfánová Barriosová, archeologa, scrittrice e docente ceca
- 1950 - Harald Hein, schermidore tedesco († 2008)
- 1950 - Federico l'Olandese Volante, conduttore radiofonico e produttore discografico olandese
- 1951 - Jan Bachleda, sciatore alpino polacco († 2009)
- 1951 - Erik Brakstad, allenatore di calcio e ex calciatore norvegese
- 1951 - Barry Brown, attore statunitense († 1978)
- 1951 - Jóannes Eidesgaard, politico faroese
- 1951 - Klaus Happacher, ex sciatore alpino italiano
- 1951 - Marisa Laurito, attrice, cabarettista e conduttrice televisiva italiana
- 1951 - Pierre Lemaitre, scrittore francese
- 1951 - Jack McClelland, giocatore di poker e dirigente sportivo statunitense
- 1951 - Claudio Turella, ex calciatore italiano
- 1951 - Eduardo Viveiros de Castro, antropologo brasiliano
- 1952 - Alexis Argüello, pugile e politico nicaraguense († 2009)
- 1952 - Claudio Cecchetto, produttore discografico, disc jockey e conduttore radiofonico italiano
- 1952 - Simon Cowell, ambientalista e conduttore televisivo britannico († 2024)
- 1952 - Dennis Dun, attore statunitense
- 1952 - Nick Nicholson, attore statunitense († 2010)
- 1952 - Tony Plana, attore cubano
- 1952 - Christopher Henry Toohey, vescovo cattolico australiano
- 1953 - Aldo Donadello, ex ciclista su strada italiano
- 1953 - Rod Morgenstein, batterista e insegnante statunitense
- 1953 - Manuela Peri, ex cestista italiana
- 1953 - Sara Simeoni, ex altista italiana
- 1954 - Andreas Andreou, ex calciatore cipriota
- 1954 - Daniele Cesaretti, ex ciclista su strada sammarinese
- 1954 - Dany De Cubber, ex calciatore belga
- 1954 - Trevor Francis, calciatore e allenatore di calcio inglese († 2023)
- 1954 - Lóránd Hegyi, storico, critico d'arte e scrittore ungherese
- 1954 - Tofig Huseynov, militare azero († 1992)
- 1954 - Betsy Joslyn, attrice e soprano statunitense
- 1954 - Carmen Lucia, avvocato e magistrato brasiliano
- 1954 - Ingrid Peters, cantante e conduttrice radiofonica tedesca
- 1954 - Bob Rock, chitarrista, bassista e produttore discografico canadese
- 1955 - Tony Cercola, percussionista italiano
- 1955 - Agafia Constantin, ex canoista romena
- 1955 - Rolf Løvland, compositore, direttore d'orchestra e musicista norvegese
- 1955 - José Mercé, cantante spagnolo
- 1955 - Krisztina Regőczy, ex danzatrice su ghiaccio ungherese
- 1955 - Maria Grazia Rocchi, politica italiana
- 1956 - Sue Barker, ex tennista e telecronista sportiva britannica
- 1956 - Paul Day, cantante britannico († 2025)
- 1956 - Riccardo Giagni, musicologo e compositore italiano
- 1956 - Mike Harrison, ex rugbista a 15 britannico
- 1956 - Juhani Himanka, ex calciatore finlandese
- 1956 - Gary Langan, ingegnere, musicista e produttore discografico inglese
- 1956 - Volen Siderov, politico bulgaro
- 1956 - Uli Sude, allenatore di calcio e ex calciatore tedesco
- 1957 - Mukesh Ambani, imprenditore indiano
- 1957 - Nico Baracchi, skeletonista e bobbista svizzero († 2015)
- 1957 - Cristina De Pietro, politica italiana
- 1957 - Scott Ellis, regista statunitense
- 1957 - Pietro Ghislandi, attore italiano († 2025)
- 1957 - Lilli Gruber, giornalista, autrice televisiva e conduttrice televisiva italiana
- 1957 - Midde Hamrin, ex maratoneta e ex cestista svedese
- 1957 - Tony Martin, cantante britannico
- 1957 - Bob Ostertag, musicista, performance artist e scrittore statunitense
- 1957 - Valentin Silaghi, ex pugile rumeno
- 1957 - Wayne Smith, rugbista a 15 e allenatore di rugby a 15 neozelandese
- 1957 - Ge You, attore cinese
- 1957 - Thomas Robert Zinkula, arcivescovo cattolico statunitense
- 1958 - Steve Antin, produttore cinematografico, sceneggiatore e regista statunitense
- 1958 - Mats Arvidsson, ex calciatore svedese
- 1958 - Wilson Ávila, ex calciatore boliviano
- 1958 - César Charlone, direttore della fotografia uruguaiano
- 1958 - Diego Fasolis, direttore d'orchestra svizzero
- 1958 - Peter Freeman, giornalista e autore televisivo italiano
- 1958 - Stevie B, cantautore, compositore e produttore discografico statunitense
- 1958 - Karin Kadenbach, politica austriaca
- 1958 - Roberto López Ufarte, ex calciatore spagnolo
- 1958 - Gennaro Petrone, musicista e compositore italiano († 2014)
- 1958 - Wayne Robinson, ex cestista statunitense
- 1958 - Göran Unger, ex cestista svedese
- 1959 - Patricia Charbonneau, attrice statunitense
- 1959 - Finn Krogh, ex calciatore norvegese
- 1959 - Dario Voltolini, scrittore e blogger italiano
- 1960 - Nicoletta Braschi, attrice e produttrice cinematografica italiana
- 1960 - Cousin Junior, wrestler statunitense († 2009)
- 1960 - Stuart Gray, allenatore di calcio e ex calciatore inglese
- 1960 - Yvon Le Roux, ex calciatore francese
- 1960 - Lise Meloche, ex biatleta canadese
- 1960 - Gustavo Petro, economista e politico colombiano
- 1960 - John Schweitz, ex cestista e allenatore di pallacanestro statunitense
- 1961 - Kōstas Antōniou, ex calciatore e dirigente sportivo greco
- 1961 - Catherine Lloyd Burns, attrice statunitense
- 1961 - Claudio Celon, velista italiano
- 1961 - Kirsten Emmelmann, ex velocista tedesca
- 1961 - Jono Manson, cantautore, compositore e produttore discografico statunitense
- 1961 - Baldassarre Monti, pilota motociclistico italiano († 2008)
- 1961 - Richard Phelps, ex pentatleta britannico
- 1961 - Mauro Procaccini, ex cestista e allenatore di pallacanestro italiano
- 1962 - Lynn Polson, ex cestista canadese
- 1962 - Werner Stutz, ex ciclista su strada e pistard svizzero
- 1962 - Nicola Tesini, pilota automobilistico e giornalista italiano
- 1962 - Alberto Tonut, ex cestista italiano
- 1962 - Pål Trulsen, giocatore di curling norvegese
- 1962 - Trine Trulsen, giocatrice di curling norvegese
- 1962 - Al Unser Jr., pilota automobilistico statunitense
- 1962 - Dorian Yates, culturista e imprenditore inglese
- 1963 - Christian Dumont, biatleta francese († 2021)
- 1963 - Cameron Lillicrap, ex rugbista a 15, allenatore di rugby a 15 e fisioterapista australiano
- 1963 - Maria Teresa Motta, ex judoka italiana
- 1963 - Fausto Pepe, ingegnere e politico italiano
- 1964 - Giovanni Alberto Agnelli, imprenditore e dirigente d'azienda italiano († 1997)
- 1964 - Harris Barton, filantropo e ex giocatore di football americano statunitense
- 1964 - Patrizia Bracaglia, attrice e doppiatrice italiana
- 1964 - Lino Cannavacciuolo, violinista e compositore italiano
- 1964 - Frank-Peter Roetsch, ex biatleta tedesco orientale
- 1965 - Natalie Dessay, soprano francese
- 1965 - Anders Eriksson, ex calciatore finlandese
- 1965 - Perry Groves, ex calciatore inglese
- 1965 - Fatmir Hasanpapa, ex calciatore albanese
- 1965 - Keith Jackson, ex giocatore di football americano statunitense
- 1965 - Jenny Klitch, ex tennista statunitense
- 1965 - Suge Knight, produttore discografico e criminale statunitense
- 1965 - Gina Miller, imprenditrice britannica
- 1965 - Pan Nalin, regista indiano
- 1965 - Melita Ruhn, ex ginnasta rumena
- 1965 - Elena Stancanelli, scrittrice e sceneggiatrice italiana
- 1965 - Jasminka Stancul, pianista serba
- 1965 - René Sócrates Sándigo Jirón, vescovo cattolico nicaraguense
- 1965 - Rosie Wiederkehr, cantautrice svizzera
- 1965 - Lilija Zil'berštejn, pianista russa
- 1965 - Ricardo dos Santos, ex calciatore uruguaiano
- 1966 - Bettina Balmer, medica e politica svizzera
- 1966 - Benoît David, cantante canadese
- 1966 - Véronique Gens, soprano francese
- 1966 - Brett James Gladman, astronomo canadese
- 1966 - Randolph Keys, ex cestista statunitense
- 1966 - David La Haye, attore canadese
- 1966 - Susanne Lüning, attrice tedesca
- 1966 - Julia Neigel, cantante russa
- 1966 - Maria Rita Rossa, politica italiana
- 1967 - Francesco Di Rosa, oboista italiano
- 1967 - Barbara Frittoli, soprano italiano
- 1967 - Philippe Saint-André, ex rugbista a 15 e allenatore di rugby a 15 francese
- 1967 - Hamzah Saleh, ex calciatore saudita
- 1967 - Cláudio Batista dos Santos, ex calciatore brasiliano
- 1967 - Maksim Anatol'evič Topilin, politico russo
- 1967 - Herri Torrontegui, pilota motociclistico spagnolo
- 1967 - Dar Williams, cantautrice statunitense
- 1967 - Nicola Zaghi, ex cestista italiano
- 1967 - Nunzio Zavettieri, allenatore di calcio italiano
- 1968 - Rita Ackermann, pittrice ungherese
- 1968 - Ashley Judd, attrice, attivista e ex modella statunitense
- 1968 - Keith McCants, giocatore di football americano statunitense († 2021)
- 1968 - Mswati III di eSwatini, sovrano swazilandese
- 1968 - Cvetan Nedelčev, ex cestista bulgaro
- 1968 - Tanya Seghatchian, produttrice cinematografica britannica
- 1968 - Sava Stefanović, ex cestista jugoslavo
- 1968 - Asako Takakura, allenatrice di calcio e ex calciatrice giapponese
- 1968 - Gianluca Venier, bassista italiano
- 1968 - Melisa Wallack, sceneggiatrice e regista statunitense
- 1968 - Arshad Warsi, attore indiano
- 1969 - Khalid Al-Temawi, ex calciatore saudita
- 1969 - Ezio Battistella, ex cestista italiano
- 1969 - Mark Harbers, politico olandese
- 1969 - Hiromitsu Isogai, ex calciatore giapponese
- 1969 - Shannon Lee, produttrice televisiva statunitense
- 1969 - Graziano Mannari, ex calciatore italiano
- 1969 - Zsuzsa Polgár, scacchista ungherese
- 1969 - Stefanie Schuster, ex sciatrice alpina austriaca
- 1970 - Abelardo Fernández Antuña, allenatore di calcio e ex calciatore spagnolo
- 1970 - Diego Cagna, allenatore di calcio e ex calciatore argentino
- 1970 - Jon Dette, batterista statunitense
- 1970 - Kelly Holmes, ex mezzofondista britannica
- 1970 - Jesús Lucendo, allenatore di calcio e ex calciatore andorrano
- 1970 - Luis Miguel, cantante messicano
- 1970 - Fumito Ueda, autore di videogiochi giapponese
- 1970 - Feargus Urquhart, autore di videogiochi e imprenditore statunitense
- 1971 - Leif Erik Andersen, ex calciatore norvegese
- 1971 - Arnaud Balard, artista francese
- 1971 - Gad Elmaleh, attore, comico e regista marocchino
- 1971 - Richard Jézierski, ex calciatore francese
- 1971 - Manoel Tobias, ex giocatore di calcio a 5 brasiliano
- 1971 - Emanuela Pantani, pugile italiana
- 1971 - Silvano Poropat, allenatore di pallacanestro croato
- 1971 - Paolo Valoti, ex ciclista su strada italiano
- 1972 - Ashley Bayes, preparatore atletico e ex calciatore inglese
- 1972 - Marcelo Elizaga, ex calciatore ecuadoriano
- 1972 - Ute Krätschmann, ex cestista tedesca
- 1972 - Sonja Nef, ex sciatrice alpina svizzera
- 1972 - Rivaldo, dirigente sportivo e ex calciatore brasiliano
- 1972 - Anselmo Roveda, scrittore italiano
- 1972 - Rick Stafford, ex cestista e allenatore di pallacanestro statunitense
- 1972 - Jennifer Taylor, attrice e sceneggiatrice statunitense
- 1972 - Uéslei, ex calciatore brasiliano
- 1972 - Jeff Wilkins, ex giocatore di football americano statunitense
- 1973 - Michael Bacall, attore e sceneggiatore statunitense
- 1973 - Ferid Chouchane, ex calciatore tunisino
- 1973 - Michael Dowse, regista, sceneggiatore e montatore canadese
- 1973 - Patrice Estanguet, ex canoista francese
- 1973 - George Gregan, ex rugbista a 15 e imprenditore australiano
- 1973 - Magnus Hedman, ex calciatore svedese
- 1973 - D'Andre Hill, ex velocista statunitense
- 1973 - Ichizō Nakata, ex calciatore giapponese
- 1973 - Chris Núñez, personaggio televisivo statunitense
- 1973 - Tzipora Obziler, allenatrice di tennis e ex tennista israeliana
- 1973 - Leonardo Pettinari, canottiere italiano
- 1973 - Alessandro Preziosi, attore italiano
- 1973 - Stanislav Řezáč, fondista ceco
- 1973 - Alessio Scarpi, allenatore di calcio e ex calciatore italiano
- 1973 - David Soren, regista, sceneggiatore e doppiatore canadese
- 1973 - Thomas Wanker, compositore austriaco
- 1974 - Patrizio Billio, calciatore italiano († 2023)
- 1974 - Chris Collins, allenatore di pallacanestro e ex cestista statunitense
- 1974 - Alberico Di Cecco, mezzofondista, maratoneta e ultramaratoneta italiano
- 1974 - Marcus Ehning, cavaliere tedesco
- 1974 - Alessandro Errico, musicista e cantautore italiano
- 1974 - Ricardo Nascimento, allenatore di calcio e ex calciatore portoghese
- 1974 - Gerald Sibon, ex calciatore olandese
- 1974 - Ante Moric, ex calciatore australiano
- 1974 - Stefano Turconi, disegnatore e fumettista italiano
- 1974 - Cleide Urlando, ex cestista italiana
- 1975 - Massimo Ansoldi, allenatore di hockey su ghiaccio e ex hockeista su ghiaccio italiano
- 1975 - Julien Fournié, stilista francese
- 1975 - Jussi Jääskeläinen, ex calciatore finlandese
- 1975 - Ai Maeda, doppiatrice e cantante giapponese
- 1975 - Jean-Michel Michaud, ex calciatore francese
- 1975 - Juan Carlos Moreno, ex calciatore spagnolo
- 1975 - Marius Măldărășanu, allenatore di calcio e ex calciatore rumeno
- 1975 - Hugh O'Conor, attore irlandese
- 1975 - Gentleman, cantante tedesco
- 1976 - Davide Galimberti, politico italiano
- 1976 - Aleksandar Glintić, ex cestista serbo
- 1976 - Ruud Adrianus Jolie, chitarrista olandese
- 1976 - Wilfredo Moreno, ex calciatore venezuelano
- 1976 - Natallja Murščakina, ex biatleta bielorussa
- 1976 - Scott Padgett, ex cestista e allenatore di pallacanestro statunitense
- 1976 - Eddie Robinson, ex cestista statunitense
- 1976 - Antonio Smith, cestista statunitense
- 1976 - Vladimir Vilisov, ex fondista russo
- 1976 - Beatrice de Graaf, storica olandese
- 1977 - Dana Antal, hockeista su ghiaccio canadese
- 1977 - Danijay, produttore discografico e disc jockey italiano
- 1977 - Anju Bobby George, ex lunghista indiana
- 1977 - Søren Krogh, allenatore di calcio, dirigente sportivo e ex calciatore danese
- 1977 - Dan McClintock, ex cestista statunitense
- 1977 - Lucien Mettomo, ex calciatore camerunese
- 1977 - Lucio Antonio Oro, allenatore di pallavolo e ex pallavolista brasiliano
- 1977 - Nanceen Perry, ex velocista statunitense
- 1977 - Dennys Reyes, ex giocatore di baseball messicano
- 1977 - Constantin Sandu, schermidore rumeno
- 1977 - Luděk Stracený, ex calciatore ceco
- 1977 - Gregory Sutton, ex calciatore canadese
- 1977 - Ville Väisänen, allenatore di calcio e ex calciatore finlandese
- 1978 - Giulia Casoni, ex tennista italiana
- 1978 - Pedro Fernández Espinosa, ex cestista spagnolo
- 1978 - Rasmus Fleischer, giornalista svedese
- 1978 - James Franco, attore, regista e sceneggiatore statunitense
- 1978 - Silvia Gottardi, ex cestista e blogger italiana
- 1978 - Pietro Grossi, scrittore italiano
- 1978 - Gabriel Heinze, allenatore di calcio e ex calciatore argentino
- 1978 - Jeanne Herry, attrice e regista francese
- 1978 - Amber Lawrence, cantante australiana
- 1978 - Geordan Murphy, ex rugbista a 15 e allenatore di rugby a 15 irlandese
- 1978 - Abdel Hakim Mohamed, ex giocatore di calcio a 5 egiziano
- 1978 - Jens Stålhandske, ex cestista svedese
- 1979 - Tombi Bell, ex cestista americo-verginiana
- 1979 - Rocky Bernard, ex giocatore di football americano statunitense
- 1979 - Lawrence Chou, attore canadese
- 1979 - Juan Fuenmayor, ex calciatore venezuelano
- 1979 - Heo Yun-ja, cestista sudcoreana
- 1979 - Kate Hudson, attrice e cantante statunitense
- 1979 - Ayuko Katō, politica giapponese
- 1979 - Karo Koivunen, hockeista su ghiaccio finlandese
- 1979 - Roxxi Laveaux, wrestler statunitense
- 1979 - Mary Nakhumicha Zakayo, atleta paralimpica keniota
- 1979 - Dennis van der Ree, allenatore di calcio e ex calciatore olandese
- 1979 - Andrea Rossi, ex ciclista su strada italiano
- 1979 - Leandro Silva Wanderley, ex calciatore brasiliano
- 1979 - Antoaneta Stefanova, scacchista e politica bulgara
- 1979 - Matthew Wells, canottiere britannico
- 1979 - Zhao Junzhe, allenatore di calcio e ex calciatore cinese
- 1980 - Arkadiusz Aleksander, ex calciatore polacco
- 1980 - Peter Delorge, ex calciatore e allenatore di calcio belga
- 1980 - Esam Dhahi, calciatore emiratino
- 1980 - Aleksandr Dinerštejn, goista russo
- 1980 - Dong Jie, attrice e ballerina cinese
- 1980 - Souley Drame, ex cestista nigeriano
- 1980 - Jordi Escura, ex calciatore andorrano
- 1980 - Carlos Figueroa, calciatore guatemalteco
- 1980 - Mateusz Gucman, lottatore polacco
- 1980 - Clinton Hill, velocista australiano
- 1980 - Kohei Hiramatsu, ex calciatore giapponese
- 1980 - Artan Karapiçi, ex calciatore albanese
- 1980 - Luigi Lodde, ex tiratore a volo italiano
- 1980 - Issa Mohammed, calciatore emiratino
- 1980 - Paulo José Pinto, giocatore di calcio a 5 brasiliano
- 1980 - Robyn Regehr, ex hockeista su ghiaccio canadese
- 1980 - Ryuhei Tamura, fumettista giapponese
- 1981 - Saskia de Brauw, modella olandese
- 1981 - Hayden Christensen, attore canadese
- 1981 - Alair Cruz Vicente, ex calciatore brasiliano
- 1981 - Ryuta Hara, ex calciatore giapponese
- 1981 - Martin Havlát, ex hockeista su ghiaccio ceco
- 1981 - Isao Homma, ex calciatore giapponese
- 1981 - Dmytro Kuleba, diplomatico e politico ucraino
- 1981 - Paccelis Morlende, ex cestista francese
- 1981 - Napakpapha Nakprasitte, attrice tailandese
- 1981 - Jonas Neubauer, videogiocatore statunitense († 2021)
- 1981 - Troy Polamalu, ex giocatore di football americano statunitense
- 1981 - Rupesh Puna, calciatore neozelandese
- 1981 - Catalina Sandino Moreno, attrice colombiana
- 1981 - Jan Gunnar Solli, ex calciatore norvegese
- 1981 - Kevin Van Impe, ex ciclista su strada belga
- 1981 - Zhang Yalin, calciatore cinese († 2010)
- 1982 - Ivan Alypov, ex fondista russo
- 1982 - Blitz Bazawule, regista, sceneggiatore e cantautore ghanese
- 1982 - Benoît Begué, ex pallavolista francese
- 1982 - Bertrand Carletti, pallavolista francese
- 1982 - Daniele Colli, ex ciclista su strada italiano
- 1982 - Kadir Doğulu, attore turco
- 1982 - Joseph Hagerty, ginnasta statunitense
- 1982 - Ola Vigen Hattestad, ex fondista norvegese
- 1982 - Jarkko Immonen, hockeista su ghiaccio finlandese
- 1982 - Filip Jícha, ex pallamanista e allenatore di pallamano ceco
- 1982 - Edmar Lacerda da Silva, allenatore di calcio e ex calciatore brasiliano
- 1982 - Marta Milans, attrice spagnola
- 1982 - Aurore Mongel, nuotatrice francese
- 1982 - Cassandra Morris, attrice, doppiatrice e scrittrice statunitense
- 1982 - Víctor Ozuna, ex cestista paraguaiano
- 1982 - Emiliano Papa, ex calciatore argentino
- 1982 - Rocco Sabato, ex calciatore italiano
- 1982 - Ignacio Serricchio, attore argentino
- 1982 - Sitiveni Sivivatu, rugbista a 15 neozelandese
- 1982 - Rustem Umjerov, politico ucraino
- 1982 - Massimo Vavassori, sceneggiatore italiano
- 1982 - Ali Wong, comica, attrice e scrittrice statunitense
- 1983 - Eliton Deola, ex calciatore brasiliano
- 1983 - Juan Pablo Garat, allenatore di calcio e ex calciatore argentino
- 1983 - Cheryl Haworth, ex sollevatrice statunitense
- 1983 - Stefan Kulovits, allenatore di calcio e ex calciatore austriaco
- 1983 - Joe Mauer, ex giocatore di baseball statunitense
- 1983 - Brian Michitti, allenatore di football americano e ex giocatore di football americano statunitense
- 1983 - Patrick Ogunsoto, ex calciatore nigeriano
- 1983 - Patrick Platins, ex calciatore tedesco
- 1983 - Rich Boy, rapper statunitense
- 1983 - Nenad Žugaj, lottatore croato
- 1983 - Neven Žugaj, lottatore croato
- 1984 - Valentina Aniballi, discobola italiana
- 1984 - Marco Biagianti, allenatore di calcio, dirigente sportivo e ex calciatore italiano
- 1984 - Willy Chinyama, ex calciatore zambiano
- 1984 - Kelen Coleman, attrice statunitense
- 1984 - Chris Daniels, cestista statunitense
- 1984 - Andrea Di Maria, attore italiano
- 1984 - Nicola Jackson, nuotatrice britannica
- 1984 - Lee Da-hae, attrice sudcoreana
- 1984 - Matti Lehikoinen, ex mountain biker finlandese
- 1984 - Martin Marić, discobolo croato
- 1984 - Evgenij Savin, telecronista sportivo e ex calciatore russo
- 1984 - Yao Junior Sènaya, ex calciatore togolese
- 1984 - Brad Spence, ex sciatore alpino canadese
- 1984 - Dmitrij Trunenkov, bobbista russo
- 1985 - Muhammad Al Maghrabi, calciatore libico
- 1985 - Valon Behrami, ex calciatore svizzero
- 1985 - Gustavo Colman, ex calciatore argentino
- 1985 - Zack Conroy, attore statunitense
- 1985 - Alexia Degremont, attrice, cantante e ballerina francese
- 1985 - Sebastián Ereros, ex calciatore argentino
- 1985 - Lacrim, rapper francese
- 1985 - Daniel Lopar, ex calciatore svizzero
- 1985 - Nicolas Maurice-Belay, ex calciatore francese
- 1985 - Maša Maškova, attrice russa
- 1985 - Meselech Melkamu, mezzofondista e maratoneta etiope
- 1985 - Phillip Merling, giocatore di football americano statunitense
- 1985 - Néstor Moiraghi, calciatore argentino
- 1985 - Lisa Streich, compositrice svedese
- 1985 - Aleksandr Tret'jakov, skeletonista russo
- 1985 - Arkady Martine, scrittrice e storica statunitense
- 1985 - Zhang Xi, giocatrice di beach volley cinese
- 1985 - Niki Zimling, dirigente sportivo e ex calciatore danese
- 1985 - Jan Zimmermann, allenatore di calcio e ex calciatore tedesco
- 1986 - Matteo Aicardi, pallanuotista italiano
- 1986 - Pascal Angan, ex calciatore beninese
- 1986 - Manucho Barros, calciatore angolano
- 1986 - Evgenij Birjukov, hockeista su ghiaccio russo
- 1986 - Antoine Caldwell, giocatore di football americano statunitense
- 1986 - Jake Carter, wrestler e ex giocatore di football americano statunitense
- 1986 - David Da Costa, ex calciatore svizzero
- 1986 - Ville Jalasto, ex calciatore finlandese
- 1986 - Dusty Jonas, altista statunitense
- 1986 - Pil C, rapper slovacco
- 1986 - Moussa Narry, ex calciatore nigerino
- 1986 - Candace Parker, ex cestista statunitense
- 1986 - Gabe Pruitt, ex cestista statunitense
- 1986 - Coleman Scott, lottatore statunitense
- 1986 - Nicolette Teo, ex nuotatrice singaporiana
- 1986 - Waleed Abdullah, calciatore saudita
- 1986 - Zhou Mi, cantante e attore cinese
- 1987 - Oksana Akin'šina, attrice russa
- 1987 - David Brandl, ex nuotatore austriaco
- 1987 - Ilda Chambe, ex cestista mozambicana
- 1987 - Sebastijan Drobne, giocatore di calcio a 5 sloveno
- 1987 - Luigi Giorgi, allenatore di calcio e ex calciatore italiano
- 1987 - Joe Hart, ex calciatore inglese
- 1987 - Lukáš Hroššo, calciatore slovacco
- 1987 - Jovan Kostovski, ex calciatore macedone
- 1987 - Claes Kronberg, calciatore danese
- 1987 - Courtland Mead, attore e doppiatore statunitense
- 1987 - Pascal Razakanantenaina, calciatore malgascio
- 1987 - Ksenija Ryžova, velocista russa
- 1987 - Marija Šarapova, imprenditrice e ex tennista russa
- 1987 - Daniel Schuhmacher, cantante e personaggio televisivo tedesco
- 1987 - Gerson Sheotahul, ex calciatore olandese
- 1987 - Serhij Smelyk, velocista ucraino
- 1988 - Alfie Arcuri, cantante australiano
- 1988 - Garry Bocaly, ex calciatore francese
- 1988 - Diego Buonanotte, calciatore argentino
- 1988 - Paul Caddis, allenatore di calcio e ex calciatore scozzese
- 1988 - Peter Emelieze, velocista nigeriano
- 1988 - Enrique Esqueda, ex calciatore messicano
- 1988 - Luka Karabatić, pallamanista francese
- 1988 - Šárka Kubínová, pallavolista ceca
- 1988 - Charlie Murphy, attrice irlandese
- 1988 - Ágnes Mutina, ex nuotatrice ungherese
- 1988 - Heidi Reichinnek, politica tedesca
- 1988 - Jay Santos, cantante colombiano
- 1988 - Simi, cantante nigeriana
- 1988 - Sosmula, rapper brasiliano
- 1988 - Jeremiah Wilson, ex cestista statunitense
- 1989 - Alex Chance, attrice pornografica statunitense
- 1989 - Zohib Islam Amiri, calciatore afghano
- 1989 - Marko Arnautović, calciatore austriaco
- 1989 - Dimitri Bouclier, fisarmonicista francese
- 1989 - Calcutta, cantautore italiano
- 1989 - Michel Diouf, cestista senegalese
- 1989 - Lauren Ellis, ex pistard e ciclista su strada neozelandese
- 1989 - Antonio Gallardo, ex calciatore messicano
- 1989 - Jing Boran, cantante e attore cinese
- 1989 - Ahmed Kadhi, pallavolista tunisino
- 1989 - Lorenzo Laverone, calciatore italiano
- 1989 - Li Jianbin, calciatore cinese
- 1989 - Simu Liu, attore cinese
- 1989 - Federica Lombardi, soprano italiano
- 1989 - Rodrigo Mieres, calciatore uruguaiano
- 1989 - Julija Podskal'naja, pallavolista russa
- 1989 - Rob Simmons, rugbista a 15 australiano
- 1989 - Oleh Syn'ohub, calciatore ucraino
- 1990 - Fousseni Bamba, calciatore ivoriano
- 1990 - Laurence Bowers, ex cestista statunitense
- 1990 - Jackie Bradley Jr., giocatore di baseball statunitense
- 1990 - Kim Chiu, attrice e cantante filippina
- 1990 - Han Kook-young, calciatore sudcoreano
- 1990 - Denys Harmaš, calciatore ucraino
- 1990 - Héctor Herrera, calciatore messicano
- 1990 - Christian Hirschbühl, sciatore alpino austriaco
- 1990 - Im Soo-hyang, attrice sudcoreana
- 1990 - Tiémoko Konaté, ex calciatore ivoriano
- 1990 - Damien Le Tallec, ex calciatore francese
- 1990 - Espen Lysdahl, ex sciatore alpino norvegese
- 1990 - Tomas Northug, ex fondista norvegese
- 1990 - Teo Olivares, attore statunitense
- 1990 - Jennifer O'Neill, cestista statunitense
- 1990 - Þorsteinn Már Ragnarsson, calciatore islandese
- 1990 - Andrea Refuto, attore italiano
- 1990 - Roy Smith, calciatore costaricano
- 1990 - Ayaka Takahashi, giocatrice di badminton giapponese
- 1990 - Jonas Thorsen, calciatore danese
- 1990 - Marko Tomićević, canoista serbo
- 1990 - Moussa Traoré, calciatore ivoriano
- 1990 - Tom Van Asbroeck, ciclista su strada belga
- 1991 - Abassin Alikhil, calciatore afghano
- 1991 - Nikola Ašćerić, calciatore serbo
- 1991 - Luca Bigi, rugbista a 15 italiano
- 1991 - Robin Christen, cestista tedesco
- 1991 - Steve Cook, calciatore inglese
- 1991 - Stuart Dallas, ex calciatore nordirlandese
- 1991 - Taione Kerevanua, calciatore figiano
- 1991 - Kim Kuk-young, velocista sudcoreano
- 1991 - Androniki Lada, discobola cipriota
- 1991 - Viktor Ljung, ex calciatore svedese
- 1991 - Karl Løkin, calciatore faroese
- 1991 - Cjarėncij Lucėvič, calciatore camerunese
- 1991 - Kelly Olynyk, cestista canadese
- 1991 - Arild Østbø, calciatore norvegese
- 1991 - Nikos Pantidos, calciatore greco
- 1991 - Bruno Renan, ex calciatore brasiliano
- 1991 - Russ Smith, cestista statunitense
- 1992 - Jordan Akins, giocatore di football americano statunitense
- 1992 - Luca Antei, allenatore di calcio e ex calciatore italiano
- 1992 - Quincy Breell, lunghista
- 1992 - Yeisson Fonnegra, giocatore di calcio a 5 colombiano
- 1992 - Anton Grady, ex cestista statunitense
- 1992 - Paul-José M'Poku, calciatore congolese (Repubblica Democratica del Congo)
- 1992 - Franco Mussis, calciatore argentino
- 1992 - Nick Pope, calciatore inglese
- 1992 - Morteza Pouraliganji, calciatore iraniano
- 1992 - Andrea Quarisa, cestista italiano
- 1992 - Tərlan Quliyev, calciatore azero
- 1992 - Luís Ribeiro, calciatore portoghese
- 1992 - Marko Todorović, cestista montenegrino
- 1992 - Ofa Tu'ungafasi, rugbista a 15 neozelandese
- 1993 - Calum Birney, calciatore nordirlandese
- 1993 - Jack Duncan, calciatore australiano
- 1993 - Hólmbert Aron Friðjónsson, calciatore islandese
- 1993 - Yonder Godoy, ciclista su strada venezuelano
- 1993 - Šaleta Kordić, calciatore montenegrino
- 1993 - François Lecat, pallavolista belga
- 1993 - Gabrielius Maldūnas, cestista lituano
- 1993 - Matteo Manassero, golfista italiano
- 1993 - David Mbala, calciatore congolese (Repubblica Democratica del Congo)
- 1993 - Hanne Mestdagh, cestista belga
- 1993 - Michael Vinícius Silva de Morais, calciatore brasiliano
- 1993 - Justin Murray, ex giocatore di football americano statunitense
- 1993 - Magomedgaji Nurov, lottatore macedone
- 1993 - Camille Radou, nuotatrice francese
- 1993 - Lia Wälti, calciatrice svizzera
- 1993 - Sebastian de Souza, attore britannico
- 1994 - Marko Alvir, ex calciatore croato
- 1994 - Tenille Arts, cantautrice canadese
- 1994 - Fábio Cardoso, calciatore portoghese
- 1994 - Caio Lucas Fernandes, calciatore brasiliano
- 1994 - Mara Green, pallavolista statunitense
- 1994 - Bria Holmes, cestista statunitense
- 1994 - Ilze Jākobsone, cestista lettone
- 1994 - Keone Kapisi, calciatore samoano
- 1994 - Benjamin Maier, bobbista austriaco
- 1994 - Christian Alonso Martínez Mena, calciatore costaricano
- 1994 - Rkomi, rapper e cantautore italiano
- 1994 - Andrés Mehring, calciatore argentino
- 1994 - Paul O'Donovan, canottiere irlandese
- 1994 - Oz Peretz, calciatore israeliano
- 1994 - Freya Ridings, cantautrice britannica
- 1994 - Michael Saeta, pallavolista statunitense
- 1994 - Sam Stanton, calciatore scozzese
- 1994 - Broderick Thompson, sciatore alpino canadese
- 1994 - Xu Xin, calciatore cinese
- 1994 - Alichan Žabrailov, lottatore russo
- 1995 - Ron Atias, taekwondoka israeliano
- 1995 - Elijah Bryant, cestista statunitense
- 1995 - Erick Cabaco, calciatore uruguaiano
- 1995 - Harvey Chandler, giocatore di snooker inglese
- 1995 - Chuck Clark, giocatore di football americano statunitense
- 1995 - Gizem Emre, attrice tedesca
- 1995 - Susanna Forsström, saltatrice con gli sci finlandese
- 1995 - Ryō Germain, calciatore giapponese
- 1995 - Blake Gibson, rugbista a 15 neozelandese
- 1995 - Patrick Gibson, attore irlandese
- 1995 - Carlos Gruezo, calciatore ecuadoriano
- 1995 - He Chao, calciatore cinese
- 1995 - Chalid Kadyrov, ex calciatore russo
- 1995 - Kei Koizumi, calciatore giapponese
- 1995 - Kevin Mbabu, calciatore svizzero
- 1995 - Chas McCormick, giocatore di baseball statunitense
- 1995 - Riccardo Minali, ex ciclista su strada e pistard italiano
- 1995 - János Pelikán, ciclista su strada ungherese
- 1995 - Juuse Saros, hockeista su ghiaccio finlandese
- 1995 - Wesley Saïd, calciatore francese
- 1995 - Takahiro Sekine, calciatore giapponese
- 1995 - Leah Smith, nuotatrice statunitense
- 1995 - Daniel Tenenbaum, calciatore brasiliano
- 1995 - Kevin Akpoguma, calciatore tedesco
- 1995 - Chase Winovich, ex giocatore di football americano statunitense
- 1995 - Arizona Zervas, cantante e rapper statunitense
- 1996 - Carlos Acevedo, calciatore messicano
- 1996 - Agnes Alexiusson, pugile svedese
- 1996 - Kevin Larrea, calciatore uruguaiano
- 1996 - Petar Bosančić, calciatore croato
- 1996 - Manuel Capasso, calciatore argentino
- 1996 - Lydia DeWeese, pallavolista statunitense
- 1996 - Shkelqim Demhasaj, calciatore svizzero
- 1996 - David Henen, calciatore belga
- 1996 - Corey Johnson, cestista canadese
- 1996 - Mladen Jutrić, calciatore austriaco
- 1996 - Michelle Kroppen, arciera tedesca
- 1996 - Abdelmalik Muktar, nuotatore etiope
- 1996 - Yeferson Quintana, calciatore uruguaiano
- 1996 - Adrián Riera, calciatore spagnolo
- 1996 - Oriana Sabatini, attrice, cantante e modella argentina
- 1996 - Danylo Sahutkin, calciatore ucraino
- 1996 - Erik Valnes, fondista norvegese
- 1997 - Xojiakbar Alijonov, calciatore uzbeko
- 1997 - Okechukwu Azubuike, calciatore nigeriano
- 1997 - Luiz Henrique, calciatore brasiliano
- 1997 - Hugo Burvall, sciatore freestyle svedese
- 1997 - Bruno Costa, calciatore portoghese
- 1997 - Félix Eboa Eboa, calciatore camerunese
- 1997 - Anthony Landázuri, calciatore ecuadoriano
- 1997 - Chima Okoroji, calciatore tedesco
- 1997 - Alejandra Orozco, tuffatrice messicana
- 1997 - Ulises Ortegoza, calciatore argentino
- 1997 - Malcolm Perry, ex giocatore di football americano statunitense
- 1997 - Krešimir Radovčić, cestista croato
- 1997 - Jacob Wright, giocatore di football americano statunitense
- 1997 - Edmilson de Paula Santos Filho, calciatore brasiliano
- 1998 - Jessie Aney, tennista statunitense
- 1998 - Patrick Braunhofer, biatleta italiano
- 1998 - Grady Diangana, calciatore congolese (Repubblica Democratica del Congo)
- 1998 - Katarina Jokić, tennista bosniaca
- 1998 - Patrik Laine, hockeista su ghiaccio finlandese
- 1998 - Ari Leifsson, calciatore islandese
- 1998 - Salem M'bakata, calciatore congolese (Repubblica Democratica del Congo)
- 1998 - Brittni Mason, atleta paralimpica statunitense
- 1998 - Bohdan Milovanov, calciatore ucraino
- 1998 - Joseph Mizzi, hockeista su ghiaccio canadese
- 1998 - Paolo Monna, tiratore a segno italiano
- 1998 - Andrea Valentini, cestista italiano
- 1998 - Zhang Yufei, nuotatrice cinese
- 1999 - Margielyn Didal, skater filippina
- 1999 - Sofiane Djeffal, calciatore francese
- 1999 - Luguentz Dort, cestista canadese
- 1999 - Colton Dowell, giocatore di football americano statunitense
- 1999 - Jérôme Déom, calciatore belga
- 1999 - Jaylon Johnson, giocatore di football americano statunitense
- 1999 - Michael Johnston, calciatore irlandese
- 1999 - Franklin Lewis, calciatore olandese
- 1999 - Corentin Moutet, tennista francese
- 1999 - Tre Norwood, giocatore di football americano statunitense
- 1999 - Warren O'Hora, calciatore irlandese
- 1999 - Geno Stone, giocatore di football americano statunitense
- 1999 - Gustav Rosberg Vøllo, sciatore alpino norvegese
- 1999 - Đoàn Văn Hậu, calciatore vietnamita
- 2000 - Danyïl Alefirenko, calciatore ucraino
- 2000 - Grant Basile, cestista statunitense
- 2000 - Daniel Bîrligea, calciatore rumeno
- 2000 - Tobia De Angelis, attore italiano
- 2000 - Matthew Dixon, tuffatore britannico
- 2000 - Josh Downs, giocatore di football americano statunitense
- 2000 - Gabriel Díaz, calciatore argentino
- 2000 - Andreia Faria, calciatrice portoghese
- 2000 - Jakub Kraska, nuotatore polacco
- 2000 - Victor Larsson, calciatore svedese
- 2000 - Azzedine Ounahi, calciatore marocchino
- 2000 - Tomás Paçó, giocatore di calcio a 5 portoghese
- 2000 - Delfina Pignatiello, ex nuotatrice argentina
- 2000 - Lucas Pinheiro Braathen, sciatore alpino norvegese
- 2000 - Cedric Tillman, giocatore di football americano statunitense
- 2000 - Federico Tognacci, cestista italiano

## XXI secolo(38)
- 2001 - Maximilian Arfsten, calciatore statunitense
- 2001 - Ramón Enríquez, calciatore spagnolo
- 2001 - Chasity Grant, calciatrice olandese
- 2001 - Éliot Grondin, snowboarder canadese
- 2001 - Dalton Knecht, cestista statunitense
- 2001 - Martyna Kubka, tennista polacca
- 2001 - Isaac Méndez, calciatore uruguaiano
- 2001 - Anna Bryn Mørkeset, sciatrice alpina norvegese
- 2001 - Tomáš Nemčík, calciatore slovacco
- 2001 - Odeya, cantante israeliana
- 2001 - Raphael Onyedika, calciatore nigeriano
- 2001 - Michel Poon-Angeron, calciatore trinidadiano
- 2001 - John Pulskamp, calciatore statunitense
- 2001 - Noemi Rüegg, ciclista su strada e ciclocrossista svizzera
- 2001 - Gustav Isaksen, calciatore danese
- 2001 - Daniel Williams, calciatore gallese
- 2001 - Carlo Zammit Lonardelli, calciatore maltese
- 2001 - Micky van de Ven, calciatore olandese
- 2002 - William Alatalo, pilota automobilistico finlandese
- 2002 - Davide De Pretto, ciclista su strada e ciclocrossista italiano
- 2002 - Matilda Ekh, cestista svedese
- 2002 - Magnus Sheffield, ciclista su strada statunitense
- 2002 - Jalen Travis, giocatore di football americano statunitense
- 2002 - Simone Trimboli, calciatore italiano
- 2002 - Van Zee, cantante portoghese
- 2002 - Melker Widell, calciatore svedese
- 2003 - Thiemoko Diarra, calciatore maliano
- 2003 - Rareș Ilie, calciatore rumeno
- 2003 - Eduard Kozik, calciatore ucraino
- 2003 - Artёm Ntumba, calciatore russo
- 2003 - Olivia Reeves, sollevatrice statunitense
- 2004 - Alessia Federici, ginnasta italiana
- 2004 - Allan Andrade Elias, calciatore brasiliano
- 2004 - Riccarda Ruetz, slittinista austriaca
- 2004 - Abner, calciatore brasiliano
- 2005 - Kobbie Mainoo, calciatore inglese
- 2005 - João Pedro, calciatore brasiliano
- 2006 - Divine Teah, calciatore liberiano